# Andrzej Matejuk
Andrzej Matejuk (ur. 8 lutego 1953 we Wrocławiu) – polski oficer, generalny inspektor Policji w stanie spoczynku, komendant główny Policji w latach 2008–2012.

## Życiorys
Ma wykształcenie wyższe pedagogiczne. W Milicji Obywatelskiej rozpoczął służbę w 1978. Był komendantem miejskim Policji we Wrocławiu. Od grudnia 2000 do maja 2007 był komendantem wojewódzkim Policji we Wrocławiu. W 2005 mianowany na stopień nadinspektora Policji. W maju 2007 złożył wniosek o przejście na emeryturę. Po odejściu z Policji pracował w firmie telekomunikacyjnej, gdzie zajmował się ochroną danych. Przyjęty ponownie do służby na wniosek szefa MSWiA Grzegorza Schetyny. Od 6 marca 2008 komendant główny Policji. 15 sierpnia 2008 na wniosek ministra Schetyny prezydent RP Lech Kaczyński awansował go na najwyższy stopień policyjny, generalnego inspektora Policji. 9 stycznia 2012 został odwołany ze stanowiska komendanta głównego Policji.

## Odznaczenia
- Złota Odznaka „Zasłużony dla Ochrony Przeciwpożarowej” – 2010[5]